# A.S.D. Bojano
Associazione Sportiva Dilettantistica Bojano là một câu lạc bộ bóng đá Ý đến từ Bojano, Molise.

## Lịch sử
Đội đã thi đấu tại 2008-09 Eccellenza Molise, và họ đã giành chiến thắng, do đó thăng hạng trở lại Serie D sau khi họ xuống hạng vào năm 2007. Trong mùa giải 201011, từ Serie D, nhóm F đã xuống hạng và trở lại Eccellenza Molise. Đội bóng đã trở lại Serie D sau khi giành chiến thắng Eccellenza Molise trong mùa giải 2012-13. Trong mùa giải 2013-14 Serie D, LND đã bị loại trừ sau 29 ngày trận đấu vì từ chối chơi bốn trận. Sau đó, đội đã được nhận vào Prima Cargetoria Molisana vào tháng 8 năm 2014.
Trong mùa giải 2007-08, con trai của Zdenek Zeman, Karel từng là huấn luyện viên trưởng cho câu lạc bộ.

## Màu sắc và huy hiệu
Màu sắc của đội là trắng và đỏ.